# Thành tích của các đội trong Twenty20 cricket
| Xếp hạng                                                                        | Đội         | Số trận | Thắng | Thua | Ties | NR | % thắng | Tổng số điẻm |
| ------------------------------------------------------------------------------- | ----------- | ------- | ----- | ---- | ---- | -- | ------- | ------------ |
| 1                                                                               | Nam Phi     | 38      | 25    | 13   | 0    | 0  | 65.78   | 125          |
| 2                                                                               | Sri Lanka   | 34      | 20    | 14   | 0    | 0  | 58.82   | 120          |
| 3                                                                               | Pakistan    | 45      | 27    | 17   | 1    | 0  | 61.11   | 118          |
| 4                                                                               | Ấn Độ       | 28      | 15    | 11   | 1    | 1  | 57.40   | 115          |
| 5                                                                               | Úc          | 41      | 22    | 17   | 1    | 1  | 56.25   | 113          |
| 6                                                                               | Anh         | 36      | 18    | 16   | 0    | 2  | 52.94   | 107          |
| 7                                                                               | New Zealand | 43      | 19    | 21   | 3    | 0  | 47.67   | 86           |
| 8                                                                               | Tây Ấn      | 28      | 11    | 15   | 2    | 0  | 42.85   | 85           |
| 9                                                                               | Zimbabwe    | 14      | 3     | 10   | 1    | 0  | 25.00   | 45           |
| 10                                                                              | Bangladesh  | 16      | 3     | 13   | 0    | 0  | 18.75   | 31           |
| 11                                                                              | Hà Lan      | 10      | 6     | 3    | 0    | 1  | 66.66   | 23           |
| 12                                                                              | Ireland     | 17      | 7     | 8    | 0    | 2  | 46.66   | 14           |
| 13                                                                              | Canada      | 11      | 3     | 7    | 1    | 0  | 31.81   | 14           |
| 14                                                                              | Afghanistan | 8       | 4     | 4    | 0    | 0  | 50.00   | 10           |
| 15                                                                              | Kenya       | 12      | 4     | 8    | 0    | 0  | 33.33   | 8            |
| 16                                                                              | Scotland    | 12      | 2     | 9    | 0    | 1  | 18.18   | 5            |
| 17                                                                              | Bermuda     | 3       | 0     | 3    | 0    | 0  | 00.00   | 0            |
| Source: Cricinfo.com, last updated ngày 31 tháng 1 năm 2011, includes T20I #198 |             |         |       |      |      |    |         |              |

Ghi chú: 
- %' thắng được tính bởi số trận thắng và không tính NR a. Ấn Độ có trung bình 14.5 trong tổng số 26